# إنوفيكيس
إنوفيكيس (بالفرنسية: Innovx) هي شركة مغربية تأسست سنة 2022 من طرف جامعة محمد السادس متعددة التخصصات التقنية (UM6P). تعمل الشركة كمطور أعمال ومستثمر في عدة قطاعات استراتيجية، من بينها الزراعة، والمياه، والطاقة، والكيمياء.
تطوّر الشركة وتواكب مشاريع صناعية وتكنولوجية وأنظمة بيئية مبتكرة في المغرب، وأفريقيا، وعلى الصعيد الدولي، بهدف معلن هو تحقيق التنمية المستدامة وتعزيز الأثر البيئي والاجتماعي.

## التاريخ
تأسست إنوفيكيس في بن جرير سنة 2022، ضمن منظومة جامعة محمد السادس متعددة التخصصات التقنية. ومنذ إنشائها، ركزت على تطوير أعمال مبتكرة ومستدامة في المغرب وأفريقيا جنوب الصحراء.
في سنة 2023، أنشأت إنوفيكيس شركة فرعية باسم فلور ألفا (Fluoralpha) متخصصة في إنتاج المركبات الفلورية من الفلور المستخرج من الصخور الفوسفاتية المغربية. تستخدم الشركة عمليات لتحويل حمض الفلوسيلسيك (FSA)، الناتج عن تركيز حمض الفوسفوريك، إلى مواد مثل حمض الهيدروفلوريك اللامائي (AHF) وفلورسبار صناعي (CaF₂). وتستعمل هذه المنتجات في قطاعات متعددة، مثل البطاريات الكهربائية، وإنتاج الألومنيوم، وصناعة الكيماويات، وأشباه الموصلات.
في 2024، أعلنت الشركة عن إنشاء كيان مخصص لإنتاج الهيدروجين الأخضر والأمونياك منخفض البصمة الكربونية، في سياق الانتقال الطاقي الوطني. وفي نفس العام، أطلقت إنوفيكيس هيكلاً جديداً في مجال الزراعة المحافظة على الموارد باسم توربا (Tourba). يطبق هذا البرنامج نماذج زراعية وحلول رقمية لتعزيز الممارسات الزراعية المستدامة، وتحسين خصوبة التربة، واحتجاز الكربون على شكل مادة عضوية، وتطوير أنظمة إنتاج مناسبة للمناطق شبه الجافة. بدأ البرنامج كمرحلة تجريبية في 2022 قبل إطلاقه رسمياً في 2024، وقد جذب منذ ذلك الحين أكثر من 400 مزارع في المغرب، يغطي حوالي 200 ألف هكتار في إطار التجربة التجريبية 2023-2024. ويهدف إلى توسيع نشاطه ليشمل 6 ملايين هكتار في أفريقيا وأمريكا الجنوبية بحلول 2030، مع احتجاز يقدر بـ 7 ملايين طن من ثاني أكسيد الكربون من خلال الممارسات الزراعية المستدامة ومشاريع إعادة التشجير.
في 2025، أنشأت إنوفيكيس هيكلاً مخصصاً للاندماج التكنولوجي الصناعي وأطلقت بارك إكس (ParkX)، وهي شركة فرعية متخصصة في تهيئة وتطوير وإدارة المناطق الصناعية. تقدم بارك إكس أراضٍ صناعية مزودة ببنية تحتية متكاملة، مصممة لتلبية احتياجات الصناعات المبتكرة والمستدامة، وتهدف إلى تعزيز القدرة التنافسية، ودعم الابتكار، وإزالة الكربون من الأنشطة الصناعية، وتعزيز التعاون بين الشركات المستقرة في هذه المناطق.
حتى الآن، أطلقت إنوفيكيس أكثر من ثلاثين مشروعاً في القطاعات الاستراتيجية التي تنشط فيها.

## روابط خارجية
- الموقع الرسمي